# Tobias Stechert
Tobias Stechert (28 luglio 1985) è un ex sciatore alpino tedesco, specialista delle prove veloci.
È fratello di Gina, a sua volta sciatrice alpina di alto livello.

## Biografia
Tobias Stechert ha esordito nel Circo bianco il 2 dicembre 2000 a Solda, giungendo 67º in uno slalom speciale valido come gara FIS, e ha partecipato per la prima volta a una prova di Coppa Europa l'11 marzo 2003 a Piancavallo, piazzandosi 71º in discesa libera. Ha esordito in Coppa del Mondo il 20 gennaio 2007 a Val-d'Isère chiudendo al 56º posto nella discesa libera in programma.
Il 9 gennaio 2009 a Wengen ha ottenuto il suo primo podio in Coppa Europa, salendo sul 3º gradino del podio nella discesa libera vinta dall'austriaco Max Franz davanti al tedesco Stephan Keppler. Ha esordito ai Campionati mondiali a Garmisch-Partenkirchen 2011, dove è stato 31º nella discesa libera e non ha concluso il supergigante.
Il 24 novembre 2012 ha colto a Lake Louise in discesa libera il suo miglior piazzamento di carriera in Coppa del Mondo (5º) e nella stessa stagione ai Mondiali di Schladming, suo congedo iridato, si è piazzato 24º nel supergigante. Si è ritirato nella stagione 2016-2017; la sua ultima gara in carriera è stata la discesa libera di  Coppa del Mondo disputata a Val-d'Isère il 3 dicembre, chiusa da Stechert al 44º posto.

## Palmarès

### Coppa del Mondo
- Miglior piazzamento in classifica generale: 87º nel 2013 e nel 2015

### Coppa Europa
- Miglior piazzamento in classifica generale: 19º nel 2009
- 3 podi:
  - 1 secondo posto
  - 2 terzi posti

### South American Cup
- Miglior piazzamento in classifica generale: 4º nel 2012
- Vincitore della classifica di discesa libera nel 2012
- 2 podi:
  - 2 vittorie

#### South American Cup - vittorie
| Data             | Località | Paese | Specialità |
| ---------------- | -------- | ----- | ---------- |
| 6 settembre 2011 | La Parva | Cile  | DH         |
| 7 settembre 2011 | La Parva | Cile  | DH         |

Legenda:

DH = discesa libera

### Campionati tedeschi
- 2 medaglie:
  - 2 bronzi (discesa libera, supergigante nel 2009)